# Lucian Blaga
Pour les articles homonymes, voir Blaga.
Lucian Blaga (né à Lancrăm, comitat de Szeben, le 9 mai 1895 et mort à Cluj, en Roumanie, le 6 mai 1961) est un philosophe, théologien et poète roumain. Il était membre de l'Académie roumaine.

## Biographie
Marqué par sa Transylvanie natale, Lucian Blaga, après avoir soutenu sa thèse de doctorat en 1920 à l'université de Vienne, élabore au cours des années 1930 une métaphysique de la culture qui est aussi une métaphysique de l'inconscient. À partir du village roumain considéré comme lieu névralgique de la prise de conscience de soi en osmose avec une nature omniprésente, c'est le style qui, à ses yeux, définit le caractère fondamental de la culture.
Philosophe de la culture de la plus haute lignée, Blaga affirme que les coordonnées spatio-temporelles (les « horizons »), qu'il faut aussi entendre en un sens sublimé, jouent un rôle essentiel. Concernant l'identité culturelle de son pays, au cœur d'un débat qui a passionné les esprits entre les deux guerres, c'est notamment ce qu'il nomme « l'espace mioritique » (un concept issu de la ballade Miorița) qui permet de saisir l'essence de l'esprit roumain profondément marqué par l'idée de destin.
La musique folklorique roumaine, à laquelle un Georges Enesco donnera ses lettres de noblesse, en atteste avec éclat : « la doïna exprime la mélancolie d'une âme qui monte et descend sur un plan indéfiniment ondulé […] aspirant à dépasser la colline-obstacle que le sort dresse devant elle. C'est de cet horizon spatial, de cet espace-matrice […] douée d'accents qui en font le cadre d'une certaine destinée, que se sent solidaire l'inconscient de notre âme roumaine. ».
Blaga, qui était entré dans la carrière diplomatique en 1926, est successivement en poste à Varsovie, Prague, Vienne (1932), Berne et Lisbonne (1938). Élu à l'Académie roumaine en 1937, puis professeur à l'université de Cluj en 1940, il fut un temps proche du courant existentialiste et anti-rationaliste de Gândirea (ro) (« La Pensée ») qui fondait la « roumanité » dans le vécu orthodoxe, mais avait fini par s'en éloigner.
Au lendemain de la guerre, le régime communiste le réduit à l'isolement (en allant jusqu'à s'opposer à ce qu'il puisse concourir pour le prix Nobel). Il ne lui reste plus, alors, que son lyrisme pour chanter en poète ce que lui inspire « l'étoile la plus triste ».

## Œuvres publiées en France
- L'Éon dogmatique, Lausanne, L'Âge d'Homme, 1988.
- Éloge du village roumain et autres textes, Paris, L'Aube, 1990
- Les différentielles divines, Paris, Librairie du Savoir, 1990
- L'étoile la plus triste, Paris, Orphée-Éditions de la Différence, 1992
- Trilogie de la connaissance, Paris, Librairie du savoir, 1992
- (ro) Lucian I: BLAGA (postface George Piscoci-Dănescu), CURS DE FILOSOFIA RELIGIEI, Paris Alba-Iulia 1994, Arad (Roumanie), 2022, Fronde 1994

Fronde-SENS 2022, 1994, 2022, Ediția 1994:264 pagini. Ediția 2022: 408 pagini (ISBN 973-96312-1-5)
L'Etre historique, Librairie du Savoir; Paris 1991, 246 p.
- Trilogie de la culture, Paris, Librairie du Savoir-Fronde, 1995
- Manole, maître bâtisseur, Paris, Librairie bleue, 1995
- Lucian Blaga ou Le Chant de la terre et des étoiles, Marseille, SUD, 1996.
- Poezii / Poésies  (trad. Jean Poncet), Bucarest, Libra, 1997.
- Au fil du grand parcours, dans la traduction de Philippe Loubière, Paralela 45, 2003.
- Poemele luminii / Les Poèmes de la lumière  (trad. Jean Poncet), Lyon, Cluj-Napoca, Jacques André éditeur, Editura Școala Ardeleană, 2016
- Pașii profetului / Les Pas du prophète  (trad. Jean Poncet), Lyon, Cluj-Napoca, Jacques André éditeur, Editura Școala Ardeleană, 2017
- În marea trecere / Dans le grand passage  (trad. Jean Poncet), Lyon, Cluj-Napoca, Jacques André éditeur, Editura Școala Ardeleană, 2018
- Lauda somnului / Éloge du sommeil  (trad. Jean Poncet), Lyon, Cluj-Napoca, Jacques André éditeur, Editura Școala Ardeleană, 2020